# Альберт Кэмпион
Альберт Кэмпион (англ. Albert Campion) — вымышленный серийный персонаж детективных романов и рассказов Марджери Аллингем. Он впервые появился как вспомогательный персонаж в романе «Черный Дадли» (англ. The Crime в Black Dudley) (1929), приключенческой истории, и будет продолжать появляться ещё в 18 романах и более чем 20 рассказах. Предположительно созданный как пародия на лорда Питера Уимзи, серийного героя Дороти Л. Сэйерс, Кэмпион приобретает собственную индивидуальность, и созревает и развивается по мере того, как серия прогрессировала. После смерти Аллингем её муж Филип Янгман Картер (1904—1969), по просьбе умирающей от рака писательницы, закончил начатую книгу о Кэмпионе и самостоятельно написал ещё два романа.

## Биография
Альберт Кэмпион — псевдоним, используемый человеком, который родился в 1900 году в аристократической семье благородных кровей. Ранние романы намекают, что он и его семья стоят в списке престолонаследия, но это предложение упало в более поздних работах. Он получил образование в Rugby School и (фиктивно) в Колледже Святого Игнатия в Кембридже (согласно мини-биографии, включенной в одно из переизданий романа Sweet Danger (1933); об этом также намекают в романе «Полиция на похоронах»). Изобретательный, находчивый и хорошо образованный, в свои 20 лет он взял себе имя «Альберт Кэмпион» и начал жизнь авантюриста и детектива-любителя.

### Описание
Кэмпион худощав, белокур, носит роговые очки и часто описывается как приветливый, безобидный и мягкий, с обманчиво пустым и неразумным выражением его фигуры в общем. Тем не менее, он человек власти и действия и считает себя полезным и утешительным «дядей Альбертом» для друзей и тех, кто в этом нуждается. В некоторых историях он живёт в квартире над полицейским участком под номером 17A, Bottle Street на Пикадилли, Лондон. В ранних историях у него есть домашнее животное галка с кличкой Autolycus.

### Семья
Аллингем делает различные ссылки на аристократическое происхождение Кэмпиона и намекает на связь с преступным миром. Исследование книг предполагает, что его отец был виконтом и уже был мертв в начале серии. Мать Кэмпиона несколько раз упоминается и пишет письмо в романе «Мода в саване», и Кэмпион берет автомобиль у своего старшего брата (по-видимому, нынешний виконт) в «Таинственной улике», но ни один из них не появляется лично. В Sweet Danger было упомянуто, что его брат был «все ещё не женат», и поэтому Кэмпион, вероятно, «однажды станет виконтом». В «Косноязычном коронере» появляется дядя Кэмпиона, епископ, который обращается к Кэмпиону как к своему единственному племяннику. Это указывает на то, что к середине Второй мировой войны старший брат Кэмпиона Герберт умер, и Кэмпион унаследовал титул. В «Работе для гробовщика», действия которого происходят сразу после войны, Лагг, слуга Кэмпиона, обращается к своему хозяину как к «умному молодому виконту». Сестра Кэмпиона Валентина Феррис играет центральную роль в «Моде в саване»; в этой книге показано, что они оба отделены от всей семьи. В «Полиции на похоронах» достопочтенная Кэролайн Фарадей знает свою истинную личность и знает свою бабушку Эмили (которую она называет «вдовствующей») — она называет Кэмпиона его настоящим именем «Рудольф» и в какой-то момент заявляет, что остальная часть его семьи обвиняет Эмили в том, что она поощряет Кэмпион в его авантюрах.

## «Ватсоны» и им подобные
С романа «Таинственная улика» и дальше, Кэмпиону, как правило, помогает его слуга, Легг, неотесанный, грубый и бывший грабитель. Кэмпион хорошо дружит с инспектором (позже суперинтендантом) Станиславом Оутсом из Скотланд-Ярда, который, как и Кэмпион, неортодоксален, и в более поздних книгах появляется протеже Оутса, Чарльз Люк.
В военное время Кэмпион занимается разведывательной работой, а после войны продолжает иметь связь со спецслужбами.
У Кэмпиона также есть много друзей и союзников, разбросанных по всему Лондону и английской глубинки, среди которых имеются профессиональные преступники. В рассказе «The Meaning of the Act» Кэмпион объясняет Оутсу, что секрет его успеха заключается в том, чтобы «выпить с кем угодно и найти новых знакомых там, где вы найдете их».
В «Таинственной улике» тонко показано, что Кэмпион влюблен в Бидди Пэджет, вокруг которой вращается большая часть истории; Кэмпион обезумел, когда в конце приключения она выходит замуж за американца, и его печаль о потере её снова упоминается в последующих историях.
После обреченной страсти к замужней женщине в «Деле покойника Свина», Кэмпион в конце концов женится на Аманде Фиттон, которая сначала появляется в "Sweet Danger " как 17-летняя, а затем становится авиаинженером; у них есть сын по имени Руперт. Её брат Хэл восстанавливает семейное звание графа Понтисбрайта в результате приключений, описанных в Sweet Danger, а затем Аманда становится Леди Аманда, как сестра графа.

## Mr Campion’s Farewell
Писатель-криминалист Майк Рипли (родился в 1952 году) недавно взял на себя задачу завершения незавершенной рукописи серии об Альберте Кэмпионе, начатой Филиппом Янгманом Картером перед его смертью. Фрагмент рукописи, который содержал изменения и незначительные исправления, но не содержал контуров сюжета, конспекта характера или плана, был завещан сестре Марджери Аллингем Джойс; после смерти Джойс в 2001 году рукопись была оставлена «Обществу Марджери Аллингем» (англ. Margery Allingham Society). Это было только в 2012 году, когда Рипли, с одобрением и согласием Общества, взял на себя задачу завершения рукописи Картера, которая стала романом «Mr Campion’s Farewell».
Роман был опубликован в марте 2014 года издательством «Severn House Publishers».

### Романы
- "Черный Дадли " (англ. The Crime at Black Dudley) (1929) (американское название: The Black Dudley Murder); в России так же выходил под названием "Преступление в Блэк Дадли"
- "Таинственная улика" (англ. Mystery Mile) (1930); в России так же выходил под названием "Загадка Мистери Майл"
- "Тайна чаши" (англ. Look to the Lady) (1931) (U.S. title: The Gyrth Chalice Mystery)
- "Полиция на похоронах " (англ. Police at the Funeral) (1931)
- Sweet Danger (1933) (американское название: Kingdom of Death or The Fear Sign)
- "Смерть призрака" (англ. Death of a Ghost) (1934)
- "Цветы для судьи" (англ. Flowers for the Judge) (1936) (американское название: Legacy in Blood)
- "Дело покойника Свина" (англ. The Case of the Late Pig) (1937)
- "" (англ. Dancers in Mourning) (1937) (американское название: Who Killed Chloe?)
- "Мода в саване" (англ. The Fashion in Shrouds) (1938); в России так же печатался под названием "Мода на саван"
- Traitor’s Purse (1941) (американское название: The Sabotage Murder Mystery)
- "Косноязычный коронер" (англ. Coroner’s Pidgin) (1945) (американское название: Pearls Before Swine)
- "Работа для гробовщика" (англ. More Work for the Undertaker) (1948); так же печатался в Росси под названием "Срочно нужен гробовщик"
- "Тигр в дыму" (англ. The Tiger in the Smoke) (1952)
- The Beckoning Lady (1955) (американское название: The Estate of the Beckoning Lady)
- "Спрячь меня" (англ. Hide My Eyes) (1958) (американское название: Tether’s End or Ten Were Missing)
- The China Governess (1962)
- The Mind Readers (1965)
- Cargo of Eagles (1968) (закончено Филиппом Янгманом Картером)
- Mr. Campion’s Farthing (1969) (автор Филипп Янгман Картер)
- Mr. Campion’s Falcon (1970) (американское название: Mr. Campion’s Quarry) (автор Филипп Янгман Картер)
- Mr Campion’s Farewell (2014) — закончено Майклом Рипли по наброскам Филиппа Янгмана Картера
- Mr Campion’s Fox (2015) (автор Майкл Рипли)
- Mr Campion’s Fault (2016) (автор Майкл Рипли)
- Mr Campion’s Abdication (2017) (автор Майкл Рипли)
- Mr Campion’s War (2018) (автор Майкл Рипли)

### Рассказы
- Mr. Campion: Criminologist (1937), сборник рассказов:
  - The Case of the Late Pig
  - The Case of the White Elephant
  - The Case of the Man with the Sack
  - The Border-Line Case
  - The Case of the Widow
  - The Case of the Pro and the Con
  - The Case of the Old Man in the Window
- Mr. Campion and Others (1939, 1950), сборник рассказов:
  - The Widow
  - The Name on the Wrapper
  - The Hat Trick
  - The Question Mark
  - The Old Man in the Window
  - The White Elephant
  - The Frenchman’s Gloves
  - The Longer View
  - Safe as Houses
  - The Definite Article
  - The Meaning of the Act
  - A Matter of Form
  - The Danger Point
- The Casebook of Mr. Campion (1947), сборник рассказов:
  - The Case of the Question Mark
  - The Crimson Letters
  - The Definite Article
  - The Magic Hat
  - A Matter of Form
  - The Meaning of the Act
  - Safe as Houses
- The Allingham Case-Book (1969) сборник рассказов:
  - Tall Story
  - Three is a Lucky Number
  - The Villa Maria Celeste
  - The Psychologist
  - Little Miss Know-All
  - One Morning They’ll Hang Him
  - The Lieabout
  - Face Value
  - Evidence in Camera
  - Joke Over
  - The Lying-In-State
  - The Pro and the Con
  - Is There a Doctor in the House?
  - The Borderline Case
  - They Never Get Caught
  - The Mind’s Eye Mystery
  - Mum Knows Best
  - The Snapdragon and the C.I.D.
- The Allingham Minibus (американское название: Mr. Campion’s Lucky Day and Other Stories) (1973) сборник рассказов:
  - He Was Asking After You
  - Publicity
  - The Perfect Butler
  - The Barbarian
  - Mr Campion’s Lucky Day
  - Tis Not Hereafter
  - The Correspondents
  - He Preferred Them Sad
  - The Unseen Door
  - Bird Thou Never Wert
  - The Same To Us
  - She Heard It On The Radio
  - The Man With The Sack
  - The Secret
  - A Quarter of a Million
  - The Pioneers
  - The Sexton’s Wife
  - The Wink
- The Return of Mr. Campion (1989) сборник рассказов:
  - The Case is Altered
  - My Friend Mr Campion
  - The Dog Day
  - The Wind Glass
  - The Beauty King
  - The Black Tent
  - Sweet and Low
  - Once in a Lifetime
  - The Kernel of Truth
  - Happy Christmas
  - The Wisdom of Esdras
  - The Curious Affair in Nut Row
  - What to do with an Aging Detective

## Адаптация

### Campion (1959—1960)
Две истории о Кэмпионе были адаптированы BBC в 1959 и 1960 годах, с Бернардом Хорсфоллом (1930—2013) в заглавной роли и Уолли Патчем (1888—1970) в роли Легга. Каждая история была показана в шести 30-минутных эпизодах. В 1959 году адаптация «Дела покойника Свина» также включала Джона Раддока (1897—1981) в роли инспектора Оутса. В 1960 году адаптация «Смерти призрака» включала Артура Броу (1905—1978).

### Campion (1968)
В 1968 году «Дело покойника Свина» было адаптировано для телевидения, в главной роли Брайан Смит и Джордж Сьюэлл (1924—2007) в качестве Легга[10]. Это была часть серии BBC Detective (1964—1969), которая была антологией серии с экранизациями детективных романов.

### Campion (1989—1990)
В 1989 и 1990 годах первые восемь романов серии (за исключением «Черного Дадли») были адаптированы в течение двух сезонов, причем каждая история показывалась в двухчасовых эпизодах. Питер Дэвисон (родился в 1951) играл Кэмпиона, Брайан Гловер был Леггом (1934—1997), а Эндрю Берт (1945—2018) был Оутсом.